# Tour de Drenthe féminin 2012
La 6e édition du Tour de Drenthe féminin a eu lieu le 10 mars 2012. C'est la première épreuve de la Coupe du monde de cyclisme sur route féminine 2012. Elle est remportée par la Néerlandaise Marianne Vos.

## Équipes
| Équipes féminines professionnelles (22)- Be Pink - Bizkaia-Durango - Diadora-Pasta Zara - Dolmans-Boels - AA Drink-leontien.nl - Faren-Honda - GSD Gestion - Hitec Products - Ibis Cycles - Kleo Ladies - Lotto-Belisol Ladies - MCipollini - Giambenini - Gauss - SC Michela Fanini Rox - GreenEdge-AIS - Stichting Rabo Women - RusVelo - Skil-Argos - Specialized-Lululemon - Tibco-To the Top - Fassa Bortolo-Servetto - Vienne Futuroscope - Abus Nutrixxion Équipes nationales (3)- Allemagne - États-Unis - Pays-Bas |
| |

## Récit de la course
Il pleut. La première section pavé voit sortir un groupe de sept favorites. Il s'agit de : Marianne Vos, Sarah Düster, Kirsten Wild, Trixi Worrack, Loes Gunnewijk, Judith Arndt et Adrie Visser. Son avance culmine à trente secondes. Elles sont reprises. Après la première ascension du mont VAM, Lucinda Brand place une attaque. Elle est rattraper par Roxane Knetemann, mais le peloton ne les laisse pas partir. Chantal Blaak contre. Elle est en tête au pied du mont VAM, mais y est reprise. Un groupe d'une vingtaine d'unité se forme en tête. Marianne Vos est très présente à l'avant du peloton. Dans le final, la formation Cipollini place plusieurs attaques avec notamment Tatiana Guderzo qui est accompagnée de deux autres coureuses. La course se conclut néanmoins au sprint. Monia Baccaille le lance, elle est suivie par Marianne Vos qui creuse un écart important. Kirsten Wild est deuxième et Emma Johansson troisième.

## Classements

### Classement final
| \| Classement général \| Classement général \| Classement général \| Classement général \| Classement général \| \| Coureuse \| Coureuse \| Pays \| Équipe \| Temps \| \| ------------------ \| ---------------------- \| ------------------ \| --------------------------- \| ------------------ \| \| 1re \| Marianne Vos \| Pays-Bas \| Stichting Rabo Women \| 3 h 32 min 01 s \| \| 2e \| Kirsten Wild \| Pays-Bas \| AA Drink-Leontien.nl \| + 0 s \| \| 3e \| Emma Johansson \| Suède \| Hitec Products-Mistral Home \| + 0 s \| \| 4e \| Giorgia Bronzini \| Italie \| Diadora-Pasta Zara \| + 0 s \| \| 5e \| Trixi Worrack \| Allemagne \| Specialized-Lululemon \| + 0 s \| \| 6e \| Adrie Visser \| Pays-Bas \| Skil Koga \| + 0 s \| \| 7e \| Martine Bras \| Pays-Bas \| Dolmans-Boels \| + 0 s \| \| 8e \| Monia Baccaille \| Italie \| MCipollini-Giambenini-Gauss \| + 0 s \| \| 9e \| Loes Gunnewijk \| Pays-Bas \| GreenEdge-AIS \| + 0 s \| \| 10e \| Pauline Ferrand-Prévot \| France \| Stichting Rabo Women \| + 0 s \| |                        |           |                             |                 |
| |                        |           |                             |                 |
| Source : Cycling Quotient |                        |           |                             |                 |
| Classement général |                        |           |                             |                 |
| Coureuse | Coureuse               | Pays      | Équipe                      | Temps           |
| 1re | Marianne Vos           | Pays-Bas  | Stichting Rabo Women        | 3 h 32 min 01 s |
| 2e | Kirsten Wild           | Pays-Bas  | AA Drink-Leontien.nl        | + 0 s           |
| 3e | Emma Johansson         | Suède     | Hitec Products-Mistral Home | + 0 s           |
| 4e | Giorgia Bronzini       | Italie    | Diadora-Pasta Zara          | + 0 s           |
| 5e | Trixi Worrack          | Allemagne | Specialized-Lululemon       | + 0 s           |
| 6e | Adrie Visser           | Pays-Bas  | Skil Koga                   | + 0 s           |
| 7e | Martine Bras           | Pays-Bas  | Dolmans-Boels               | + 0 s           |
| 8e | Monia Baccaille        | Italie    | MCipollini-Giambenini-Gauss | + 0 s           |
| 9e | Loes Gunnewijk         | Pays-Bas  | GreenEdge-AIS               | + 0 s           |
| 10e | Pauline Ferrand-Prévot | France    | Stichting Rabo Women        | + 0 s           |

### Points attribués
| Position           | 1er | 2e | 3e | 4e | 5e | 6e | 7e | 8e | 9e | 10e | 11e | 12e | 13e | 14e | 15e |
| Classement général | 100 | 70 | 40 | 30 | 25 | 20 | 15 | 10 | 9  | 8   | 7   | 6   | 5   | 4   | 3   |

## Liste des participantes
| Légende | Légende                                                                    | Légende | Légende                                                    |
| ------- | -------------------------------------------------------------------------- | ------- | ---------------------------------------------------------- |
| Num     | Dossard de départ porté par le coureur sur ce Tour de Drenthe féminin      | Pos     | Position à l'arrivée de la course                          |
|         | Indique un maillot de champion national ou mondial, suivi de sa spécialité | NP      | Indique un coureur qui n'a pas pris le départ de la course |
| AB      | Indique un coureur qui n'a pas terminé la course                           | HD      | Indique un coureur qui a terminé la course hors des délais |

| Stichting Rabo Women RBW | Stichting Rabo Women RBW     | Stichting Rabo Women RBW |
| ------------------------ | ---------------------------- | ------------------------ |
| Num                      | Coureuse                     | Pos                      |
| 1                        | Marianne Vos (NED) (route)   | 1re                      |
| 2                        | Liesbet De Vocht (BEL)       | 66e                      |
| 3                        | Sarah Düster (GER)           | 26e                      |
| 4                        | Iris Slappendel (NED)        | 30e                      |
| 5                        | Pauline Ferrand-Prévot (FRA) | 10e                      |
| 6                        | Roxane Knetemann (NED)       | 25e                      |

| Specialized-Lululemon SLU | Specialized-Lululemon SLU | Specialized-Lululemon SLU |
| ------------------------- | ------------------------- | ------------------------- |
| Num                       | Coureuse                  | Pos                       |
| 11                        | Charlotte Becker (GER)    | 18e                       |
| 12                        | Lisa Brennauer (GER)      | 63e                       |
| 13                        | Emilia Fahlin (SWE)       | AB                        |
| 14                        | Ellen van Dijk (NED)      | AB                        |
| 15                        | Trixi Worrack (GER)       | 5e                        |
| 16                        | Chloe Hosking (AUS)       | 64e                       |

| AA Drink-Leontien.nl LNL | AA Drink-Leontien.nl LNL        | AA Drink-Leontien.nl LNL |
| ------------------------ | ------------------------------- | ------------------------ |
| Num                      | Coureuse                        | Pos                      |
| 21                       | Marieke van Wanroij (NED)       | 60e                      |
| 22                       | Lucinda Brand (NED)             | 31e                      |
| 23                       | Chantal Blaak (NED)             | 19e                      |
| 24                       | Lucy Martin (GBR)               | 27e                      |
| 25                       | Kirsten Wild (NED)              | 2e                       |
| 26                       | Lizzie Armitstead (GBR) (route) | 17e                      |

| GreenEdge-AIS GEW | GreenEdge-AIS GEW      | GreenEdge-AIS GEW |
| ----------------- | ---------------------- | ----------------- |
| Num               | Coureuse               | Pos               |
| 31                | Loes Gunnewijk (NED)   | 9e                |
| 32                | Tiffany Cromwell (AUS) | 14e               |
| 33                | Jessie MacLean (AUS)   | AB                |
| 34                | Amanda Spratt (AUS)    | 28e               |
| 35                | Alexis Rhodes (AUS)    | 74e               |
| 36                | Judith Arndt (GER)     | 11e               |

| Hitec Products-Mistral Home HPU | Hitec Products-Mistral Home HPU | Hitec Products-Mistral Home HPU |
| ------------------------------- | ------------------------------- | ------------------------------- |
| Num                             | Coureuse                        | Pos                             |
| 41                              | Emma Johansson (SWE) (route)    | 3e                              |
| 42                              | Christel Ferrier-Bruneau (FRA)  | AB                              |
| 43                              | Emilie Moberg (NOR)             | 36e                             |
| 44                              | Elisa Longo Borghini (ITA)      | 20e                             |
| 45                              | Lise Hafsø Nøstvold (NOR)       | AB                              |
| 46                              | Frøydis Meen Wærsted (NOR)      | AB                              |

| Diadora-Pasta Zara DPZ | Diadora-Pasta Zara DPZ         | Diadora-Pasta Zara DPZ |
| ---------------------- | ------------------------------ | ---------------------- |
| Num                    | Coureuse                       | Pos                    |
| 51                     | Giada Borgato (ITA)            | 62e                    |
| 52                     | Giorgia Bronzini (ITA) (route) | 4e                     |
| 53                     | Inga Čilvinaitė (LTU)          | 42e                    |
| 54                     | Alessandra D'Ettorre (ITA)     | AB                     |
| 55                     | Edita Janeliūnaitė (LTU)       | 47e                    |
| 56                     | Agnė Šilinytė (LTU)            | AB                     |

| Be Pink BPK | Be Pink BPK                  | Be Pink BPK |
| ----------- | ---------------------------- | ----------- |
| Num         | Coureuse                     | Pos         |
| 61          | Simona Frapporti (ITA)       | AB          |
| 62          | Gloria Presti (ITA)          | AB          |
| 63          | Chiara Favaron Bissoli (ITA) | AB          |
| 64          | Dalia Muccioli (ITA)         | AB          |
| 65          | Oxana Kozonchuk (RUS)        | AB          |
| 66          | Julia Martisova (RUS)        | 33e         |

| Faren-Honda FHT | Faren-Honda FHT         | Faren-Honda FHT |
| --------------- | ----------------------- | --------------- |
| Num             | Coureuse                | Pos             |
| 71              | Nicole Cooke (GBR)      | 51e             |
| 72              | Rochelle Gilmore (AUS)  | AB              |
| 74              | Jennifer Hohl (SUI)     | 45e             |
| 75              | Elena Utrobina (RUS)    | AB              |
| 76              | Giuseppina Grassi (MEX) | 69e             |

| RusVelo RVL | RusVelo RVL              | RusVelo RVL |
| ----------- | ------------------------ | ----------- |
| Num         | Coureuse                 | Pos         |
| 81          | Venera Absalyamova (RUS) | AB          |
| 82          | Victoria Kondel (RUS)    | AB          |
| 83          | Ievguenia Moudraïa (RUS) | AB          |
| 84          | Irina Molicheva (RUS)    | 52e         |
| 85          | Lidia Malakhova (RUS)    | AB          |
| 86          | Romy Kasper (GER)        | 13e         |

| Lotto Belisol Ladies LBL | Lotto Belisol Ladies LBL | Lotto Belisol Ladies LBL |
| ------------------------ | ------------------------ | ------------------------ |
| Num                      | Coureuse                 | Pos                      |
| 91                       | Ann-Sophie Duyck (BEL)   | 59e                      |
| 92                       | Kim Schoonbaert (BEL)    | AB                       |
| 93                       | Sofie De Vuyst (BEL)     | 44e                      |
| 94                       | Nathalie Nijns (BEL)     | AB                       |
| 95                       | Joline Goossens (BEL)    | AB                       |
| 96                       | Kaat Hannes (BEL)        | 38e                      |

| Dolmans-Boels DLT | Dolmans-Boels DLT         | Dolmans-Boels DLT |
| ----------------- | ------------------------- | ----------------- |
| Num               | Coureuse                  | Pos               |
| 101               | Janneke Ensing (NED)      | 50e               |
| 102               | Irene van den Broek (NED) | 70e               |
| 103               | Martine Bras (NED)        | 7e                |
| 104               | Laura van der Kamp (NED)  | 24e               |
| 105               | Nina Kessler (NED)        | 57e               |
| 106               | Karen Elzing (NED)        | AB                |

| MCipollini-Giambenini-Gauss MCG | MCipollini-Giambenini-Gauss MCG | MCipollini-Giambenini-Gauss MCG |
| ------------------------------- | ------------------------------- | ------------------------------- |
| Num                             | Coureuse                        | Pos                             |
| 111                             | Monia Baccaille (ITA)           | 8e                              |
| 112                             | Marta Bastianelli (ITA)         | 71e                             |
| 113                             | Alessandra Borchi (ITA)         | 22e                             |
| 114                             | Valentina Carretta (ITA)        | 68e                             |
| 115                             | Tatiana Guderzo (ITA)           | 21e                             |
| 116                             | Marta Tagliaferro (ITA)         | 34e                             |

| Skil Koga SKI | Skil Koga SKI              | Skil Koga SKI |
| ------------- | -------------------------- | ------------- |
| Num           | Coureuse                   | Pos           |
| 121           | Linda van Rijen (NED)      | AB            |
| 122           | Esra Tromp (NED)           | 80e           |
| 123           | Amy Pieters (NED)          | 46e           |
| 124           | Janneke Busser Kanis (NED) | 15e           |
| 125           | Suzanne de Goede (NED)     | 37e           |
| 126           | Adrie Visser (NED)         | 6e            |

| Kleo Ladies KLT | Kleo Ladies KLT           | Kleo Ladies KLT |
| --------------- | ------------------------- | --------------- |
| Num             | Coureuse                  | Pos             |
| 131             | Evelyn Arys (BEL) (route) | 29e             |
| 132             | Martina Corazza (ITA)     | 72e             |
| 133             | Annalisa Cucinotta (ITA)  | AB              |
| 134             | Anne Arnouts (BEL)        | 39e             |
| 135             | Marie Lindberg (SWE)      | 56e             |
| 136             | Petra Dijkman (NED)       | AB              |

| Tibco-To the Top TIB | Tibco-To the Top TIB     | Tibco-To the Top TIB |
| -------------------- | ------------------------ | -------------------- |
| Num                  | Coureuse                 | Pos                  |
| 141                  | Megan Guarnier (USA)     | 23e                  |
| 142                  | Amanda Miller (USA)      | AB                   |
| 143                  | Samantha Schneider (USA) | 65e                  |
| 144                  | Jennifer Purcell (USA)   | AB                   |
| 145                  | Jennifer Wheeler (USA)   | 43e                  |
| 146                  | Lauren Hall (USA)        | AB                   |

| SC Michela Fanini Rox MIC | SC Michela Fanini Rox MIC     | SC Michela Fanini Rox MIC |
| ------------------------- | ----------------------------- | ------------------------- |
| Num                       | Coureuse                      | Pos                       |
| 151                       | Valentina Scandolara (ITA)    | 61e                       |
| 152                       | Lorena Foresi (ITA)           | 67e                       |
| 153                       | Alexandra Burtschenkowa (RUS) | 16e                       |
| 154                       | Martina Růžičková (CZE)       | AB                        |
| 155                       | Michal Ella (ISR)             | AB                        |
| 156                       | Sara Grifi (ITA)              | AB                        |

| GSD Gestion ESG | GSD Gestion ESG           | GSD Gestion ESG |
| --------------- | ------------------------- | --------------- |
| Num             | Coureuse                  | Pos             |
| 161             | Émilie Aubry (SUI)        | AB              |
| 162             | Mélanie Bravard (FRA)     | AB              |
| 163             | Lina-Kristin Schink (GER) | AB              |
| 164             | Lucie Pader (FRA)         | AB              |
| 165             | Anne-Marie Schmitt (LUX)  | AB              |
| 166             | Patricia Schwager (SUI)   | AB              |

| Vienne Futuroscope FUT | Vienne Futuroscope FUT | Vienne Futuroscope FUT |
| ---------------------- | ---------------------- | ---------------------- |
| Num                    | Coureuse               | Pos                    |
| 171                    | Pascale Jeuland (FRA)  | 75e                    |
| 172                    | Julie Beveridge (CAN)  | 54e                    |
| 173                    | Audrey Cordon (FRA)    | 12e                    |
| 174                    | Carlee Taylor (AUS)    | AB                     |
| 175                    | Amélie Rivat (FRA)     | 40e                    |
| 176                    | Andrea Graus (AUT)     | AB                     |

| Abus Nutrixxion NXX | Abus Nutrixxion NXX            | Abus Nutrixxion NXX |
| ------------------- | ------------------------------ | ------------------- |
| Num                 | Coureuse                       | Pos                 |
| 181                 | Fabienne Schaus (LUX)          | AB                  |
| 182                 | Daniela Gaß (GER)              | 32e                 |
| 183                 | Belinda Goss (AUS)             | AB                  |
| 184                 | Marlen Jöhrend (GER)           | 41e                 |
| 185                 | Emma Mackie (AUS)              | AB                  |
| 186                 | Anna-Bianca Schnitzmeier (GER) | AB                  |

| Bizkaia-Durango BPD | Bizkaia-Durango BPD         | Bizkaia-Durango BPD |
| ------------------- | --------------------------- | ------------------- |
| Num                 | Coureuse                    | Pos                 |
| 191                 | Cristina Alcalde (ESP)      | AB                  |
| 192                 | Dorleta Eskamendi Gil (ESP) | AB                  |
| 193                 | Joanne Hogan (AUS)          | AB                  |
| 194                 | Anna Sanchis (ESP)          | 76e                 |
| 195                 | Ane Santesteban (ESP)       | AB                  |
| 196                 | Laura Vilanova (ESP)        | AB                  |

| Fassa Bortolo-Servetto TOG | Fassa Bortolo-Servetto TOG | Fassa Bortolo-Servetto TOG |
| -------------------------- | -------------------------- | -------------------------- |
| Num                        | Coureuse                   | Pos                        |
| 201                        | Elena Berlato (ITA)        | AB                         |
| 202                        | Erika Cecchel (ITA)        | AB                         |
| 203                        | Francesca Cauz (ITA)       | 58e                        |
| 204                        | Barbara Guarischi (ITA)    | 35e                        |
| 205                        | Giulia Ronchi (ITA)        | AB                         |
| 206                        | Jennifer Fiori (ITA)       | AB                         |

| Ibis Cycles DPD | Ibis Cycles DPD         | Ibis Cycles DPD |
| --------------- | ----------------------- | --------------- |
| Num             | Coureuse                | Pos             |
| 211             | Martina Thomasson (SWE) | 55e             |
| 212             | Natalie van Gogh (NED)  | AB              |
| 213             | Aafke Eshuis (NED)      | AB              |
| 214             | Hannah Barnes (GBR)     | AB              |
| 215             | Pippa Handley (GBR)     | AB              |
| 216             | Julie Norman Leth (DEN) | AB              |

| Pays-Bas NED | Pays-Bas NED         | Pays-Bas NED |
| ------------ | -------------------- | ------------ |
| Num          | Coureuse             | Pos          |
| 221          | Anna van der Breggen | 49e          |
| 222          | Birgit Lavrijssen    | AB           |
| 223          | Jet Wildeman         | 53e          |
| 224          | Annelies Visser      | AB           |
| 225          | Henriette Woering    | AB           |
| 226          | Julia Soek           | AB           |

| Allemagne GER | Allemagne GER    | Allemagne GER |
| ------------- | ---------------- | ------------- |
| Num           | Coureuse         | Pos           |
| 231           | Madeleine Sandig | 48e           |
| 232           | Stephanie Pohl   | AB            |
| 234           | Janine Bubner    | AB            |
| 235           | Lisa Küllmer     | AB            |

| États-Unis USA | États-Unis USA     | États-Unis USA |
| -------------- | ------------------ | -------------- |
| Num            | Coureuse           | Pos            |
| 241            | Theresa Cliff-Ryan | 77e            |
| 242            | Jacquelyn Crowell  | AB             |
| 243            | Andrea Dvorak      | 78e            |
| 244            | Robin Farina       | 73e            |
| 245            | Ashley James       | AB             |
| 246            | Carmen Small       | 79e            |

| Stichting Rabo Women RBW | Stichting Rabo Women RBW     | Stichting Rabo Women RBW |
| ------------------------ | ---------------------------- | ------------------------ |
| Num                      | Coureuse                     | Pos                      |
| 1                        | Marianne Vos (NED) (route)   | 1re                      |
| 2                        | Liesbet De Vocht (BEL)       | 66e                      |
| 3                        | Sarah Düster (GER)           | 26e                      |
| 4                        | Iris Slappendel (NED)        | 30e                      |
| 5                        | Pauline Ferrand-Prévot (FRA) | 10e                      |
| 6                        | Roxane Knetemann (NED)       | 25e                      |

| Specialized-Lululemon SLU | Specialized-Lululemon SLU | Specialized-Lululemon SLU |
| ------------------------- | ------------------------- | ------------------------- |
| Num                       | Coureuse                  | Pos                       |
| 11                        | Charlotte Becker (GER)    | 18e                       |
| 12                        | Lisa Brennauer (GER)      | 63e                       |
| 13                        | Emilia Fahlin (SWE)       | AB                        |
| 14                        | Ellen van Dijk (NED)      | AB                        |
| 15                        | Trixi Worrack (GER)       | 5e                        |
| 16                        | Chloe Hosking (AUS)       | 64e                       |

| AA Drink-Leontien.nl LNL | AA Drink-Leontien.nl LNL        | AA Drink-Leontien.nl LNL |
| ------------------------ | ------------------------------- | ------------------------ |
| Num                      | Coureuse                        | Pos                      |
| 21                       | Marieke van Wanroij (NED)       | 60e                      |
| 22                       | Lucinda Brand (NED)             | 31e                      |
| 23                       | Chantal Blaak (NED)             | 19e                      |
| 24                       | Lucy Martin (GBR)               | 27e                      |
| 25                       | Kirsten Wild (NED)              | 2e                       |
| 26                       | Lizzie Armitstead (GBR) (route) | 17e                      |

| GreenEdge-AIS GEW | GreenEdge-AIS GEW      | GreenEdge-AIS GEW |
| ----------------- | ---------------------- | ----------------- |
| Num               | Coureuse               | Pos               |
| 31                | Loes Gunnewijk (NED)   | 9e                |
| 32                | Tiffany Cromwell (AUS) | 14e               |
| 33                | Jessie MacLean (AUS)   | AB                |
| 34                | Amanda Spratt (AUS)    | 28e               |
| 35                | Alexis Rhodes (AUS)    | 74e               |
| 36                | Judith Arndt (GER)     | 11e               |

| Hitec Products-Mistral Home HPU | Hitec Products-Mistral Home HPU | Hitec Products-Mistral Home HPU |
| ------------------------------- | ------------------------------- | ------------------------------- |
| Num                             | Coureuse                        | Pos                             |
| 41                              | Emma Johansson (SWE) (route)    | 3e                              |
| 42                              | Christel Ferrier-Bruneau (FRA)  | AB                              |
| 43                              | Emilie Moberg (NOR)             | 36e                             |
| 44                              | Elisa Longo Borghini (ITA)      | 20e                             |
| 45                              | Lise Hafsø Nøstvold (NOR)       | AB                              |
| 46                              | Frøydis Meen Wærsted (NOR)      | AB                              |

| Diadora-Pasta Zara DPZ | Diadora-Pasta Zara DPZ         | Diadora-Pasta Zara DPZ |
| ---------------------- | ------------------------------ | ---------------------- |
| Num                    | Coureuse                       | Pos                    |
| 51                     | Giada Borgato (ITA)            | 62e                    |
| 52                     | Giorgia Bronzini (ITA) (route) | 4e                     |
| 53                     | Inga Čilvinaitė (LTU)          | 42e                    |
| 54                     | Alessandra D'Ettorre (ITA)     | AB                     |
| 55                     | Edita Janeliūnaitė (LTU)       | 47e                    |
| 56                     | Agnė Šilinytė (LTU)            | AB                     |

| Be Pink BPK | Be Pink BPK                  | Be Pink BPK |
| ----------- | ---------------------------- | ----------- |
| Num         | Coureuse                     | Pos         |
| 61          | Simona Frapporti (ITA)       | AB          |
| 62          | Gloria Presti (ITA)          | AB          |
| 63          | Chiara Favaron Bissoli (ITA) | AB          |
| 64          | Dalia Muccioli (ITA)         | AB          |
| 65          | Oxana Kozonchuk (RUS)        | AB          |
| 66          | Julia Martisova (RUS)        | 33e         |

| Faren-Honda FHT | Faren-Honda FHT         | Faren-Honda FHT |
| --------------- | ----------------------- | --------------- |
| Num             | Coureuse                | Pos             |
| 71              | Nicole Cooke (GBR)      | 51e             |
| 72              | Rochelle Gilmore (AUS)  | AB              |
| 74              | Jennifer Hohl (SUI)     | 45e             |
| 75              | Elena Utrobina (RUS)    | AB              |
| 76              | Giuseppina Grassi (MEX) | 69e             |

| RusVelo RVL | RusVelo RVL              | RusVelo RVL |
| ----------- | ------------------------ | ----------- |
| Num         | Coureuse                 | Pos         |
| 81          | Venera Absalyamova (RUS) | AB          |
| 82          | Victoria Kondel (RUS)    | AB          |
| 83          | Ievguenia Moudraïa (RUS) | AB          |
| 84          | Irina Molicheva (RUS)    | 52e         |
| 85          | Lidia Malakhova (RUS)    | AB          |
| 86          | Romy Kasper (GER)        | 13e         |

| Lotto Belisol Ladies LBL | Lotto Belisol Ladies LBL | Lotto Belisol Ladies LBL |
| ------------------------ | ------------------------ | ------------------------ |
| Num                      | Coureuse                 | Pos                      |
| 91                       | Ann-Sophie Duyck (BEL)   | 59e                      |
| 92                       | Kim Schoonbaert (BEL)    | AB                       |
| 93                       | Sofie De Vuyst (BEL)     | 44e                      |
| 94                       | Nathalie Nijns (BEL)     | AB                       |
| 95                       | Joline Goossens (BEL)    | AB                       |
| 96                       | Kaat Hannes (BEL)        | 38e                      |

| Dolmans-Boels DLT | Dolmans-Boels DLT         | Dolmans-Boels DLT |
| ----------------- | ------------------------- | ----------------- |
| Num               | Coureuse                  | Pos               |
| 101               | Janneke Ensing (NED)      | 50e               |
| 102               | Irene van den Broek (NED) | 70e               |
| 103               | Martine Bras (NED)        | 7e                |
| 104               | Laura van der Kamp (NED)  | 24e               |
| 105               | Nina Kessler (NED)        | 57e               |
| 106               | Karen Elzing (NED)        | AB                |

| MCipollini-Giambenini-Gauss MCG | MCipollini-Giambenini-Gauss MCG | MCipollini-Giambenini-Gauss MCG |
| ------------------------------- | ------------------------------- | ------------------------------- |
| Num                             | Coureuse                        | Pos                             |
| 111                             | Monia Baccaille (ITA)           | 8e                              |
| 112                             | Marta Bastianelli (ITA)         | 71e                             |
| 113                             | Alessandra Borchi (ITA)         | 22e                             |
| 114                             | Valentina Carretta (ITA)        | 68e                             |
| 115                             | Tatiana Guderzo (ITA)           | 21e                             |
| 116                             | Marta Tagliaferro (ITA)         | 34e                             |

| Skil Koga SKI | Skil Koga SKI              | Skil Koga SKI |
| ------------- | -------------------------- | ------------- |
| Num           | Coureuse                   | Pos           |
| 121           | Linda van Rijen (NED)      | AB            |
| 122           | Esra Tromp (NED)           | 80e           |
| 123           | Amy Pieters (NED)          | 46e           |
| 124           | Janneke Busser Kanis (NED) | 15e           |
| 125           | Suzanne de Goede (NED)     | 37e           |
| 126           | Adrie Visser (NED)         | 6e            |

| Kleo Ladies KLT | Kleo Ladies KLT           | Kleo Ladies KLT |
| --------------- | ------------------------- | --------------- |
| Num             | Coureuse                  | Pos             |
| 131             | Evelyn Arys (BEL) (route) | 29e             |
| 132             | Martina Corazza (ITA)     | 72e             |
| 133             | Annalisa Cucinotta (ITA)  | AB              |
| 134             | Anne Arnouts (BEL)        | 39e             |
| 135             | Marie Lindberg (SWE)      | 56e             |
| 136             | Petra Dijkman (NED)       | AB              |

| Tibco-To the Top TIB | Tibco-To the Top TIB     | Tibco-To the Top TIB |
| -------------------- | ------------------------ | -------------------- |
| Num                  | Coureuse                 | Pos                  |
| 141                  | Megan Guarnier (USA)     | 23e                  |
| 142                  | Amanda Miller (USA)      | AB                   |
| 143                  | Samantha Schneider (USA) | 65e                  |
| 144                  | Jennifer Purcell (USA)   | AB                   |
| 145                  | Jennifer Wheeler (USA)   | 43e                  |
| 146                  | Lauren Hall (USA)        | AB                   |

| SC Michela Fanini Rox MIC | SC Michela Fanini Rox MIC     | SC Michela Fanini Rox MIC |
| ------------------------- | ----------------------------- | ------------------------- |
| Num                       | Coureuse                      | Pos                       |
| 151                       | Valentina Scandolara (ITA)    | 61e                       |
| 152                       | Lorena Foresi (ITA)           | 67e                       |
| 153                       | Alexandra Burtschenkowa (RUS) | 16e                       |
| 154                       | Martina Růžičková (CZE)       | AB                        |
| 155                       | Michal Ella (ISR)             | AB                        |
| 156                       | Sara Grifi (ITA)              | AB                        |

| GSD Gestion ESG | GSD Gestion ESG           | GSD Gestion ESG |
| --------------- | ------------------------- | --------------- |
| Num             | Coureuse                  | Pos             |
| 161             | Émilie Aubry (SUI)        | AB              |
| 162             | Mélanie Bravard (FRA)     | AB              |
| 163             | Lina-Kristin Schink (GER) | AB              |
| 164             | Lucie Pader (FRA)         | AB              |
| 165             | Anne-Marie Schmitt (LUX)  | AB              |
| 166             | Patricia Schwager (SUI)   | AB              |

| Vienne Futuroscope FUT | Vienne Futuroscope FUT | Vienne Futuroscope FUT |
| ---------------------- | ---------------------- | ---------------------- |
| Num                    | Coureuse               | Pos                    |
| 171                    | Pascale Jeuland (FRA)  | 75e                    |
| 172                    | Julie Beveridge (CAN)  | 54e                    |
| 173                    | Audrey Cordon (FRA)    | 12e                    |
| 174                    | Carlee Taylor (AUS)    | AB                     |
| 175                    | Amélie Rivat (FRA)     | 40e                    |
| 176                    | Andrea Graus (AUT)     | AB                     |

| Abus Nutrixxion NXX | Abus Nutrixxion NXX            | Abus Nutrixxion NXX |
| ------------------- | ------------------------------ | ------------------- |
| Num                 | Coureuse                       | Pos                 |
| 181                 | Fabienne Schaus (LUX)          | AB                  |
| 182                 | Daniela Gaß (GER)              | 32e                 |
| 183                 | Belinda Goss (AUS)             | AB                  |
| 184                 | Marlen Jöhrend (GER)           | 41e                 |
| 185                 | Emma Mackie (AUS)              | AB                  |
| 186                 | Anna-Bianca Schnitzmeier (GER) | AB                  |

| Bizkaia-Durango BPD | Bizkaia-Durango BPD         | Bizkaia-Durango BPD |
| ------------------- | --------------------------- | ------------------- |
| Num                 | Coureuse                    | Pos                 |
| 191                 | Cristina Alcalde (ESP)      | AB                  |
| 192                 | Dorleta Eskamendi Gil (ESP) | AB                  |
| 193                 | Joanne Hogan (AUS)          | AB                  |
| 194                 | Anna Sanchis (ESP)          | 76e                 |
| 195                 | Ane Santesteban (ESP)       | AB                  |
| 196                 | Laura Vilanova (ESP)        | AB                  |

| Fassa Bortolo-Servetto TOG | Fassa Bortolo-Servetto TOG | Fassa Bortolo-Servetto TOG |
| -------------------------- | -------------------------- | -------------------------- |
| Num                        | Coureuse                   | Pos                        |
| 201                        | Elena Berlato (ITA)        | AB                         |
| 202                        | Erika Cecchel (ITA)        | AB                         |
| 203                        | Francesca Cauz (ITA)       | 58e                        |
| 204                        | Barbara Guarischi (ITA)    | 35e                        |
| 205                        | Giulia Ronchi (ITA)        | AB                         |
| 206                        | Jennifer Fiori (ITA)       | AB                         |

| Ibis Cycles DPD | Ibis Cycles DPD         | Ibis Cycles DPD |
| --------------- | ----------------------- | --------------- |
| Num             | Coureuse                | Pos             |
| 211             | Martina Thomasson (SWE) | 55e             |
| 212             | Natalie van Gogh (NED)  | AB              |
| 213             | Aafke Eshuis (NED)      | AB              |
| 214             | Hannah Barnes (GBR)     | AB              |
| 215             | Pippa Handley (GBR)     | AB              |
| 216             | Julie Norman Leth (DEN) | AB              |

| Pays-Bas NED | Pays-Bas NED         | Pays-Bas NED |
| ------------ | -------------------- | ------------ |
| Num          | Coureuse             | Pos          |
| 221          | Anna van der Breggen | 49e          |
| 222          | Birgit Lavrijssen    | AB           |
| 223          | Jet Wildeman         | 53e          |
| 224          | Annelies Visser      | AB           |
| 225          | Henriette Woering    | AB           |
| 226          | Julia Soek           | AB           |

| Allemagne GER | Allemagne GER    | Allemagne GER |
| ------------- | ---------------- | ------------- |
| Num           | Coureuse         | Pos           |
| 231           | Madeleine Sandig | 48e           |
| 232           | Stephanie Pohl   | AB            |
| 234           | Janine Bubner    | AB            |
| 235           | Lisa Küllmer     | AB            |

| États-Unis USA | États-Unis USA     | États-Unis USA |
| -------------- | ------------------ | -------------- |
| Num            | Coureuse           | Pos            |
| 241            | Theresa Cliff-Ryan | 77e            |
| 242            | Jacquelyn Crowell  | AB             |
| 243            | Andrea Dvorak      | 78e            |
| 244            | Robin Farina       | 73e            |
| 245            | Ashley James       | AB             |
| 246            | Carmen Small       | 79e            |

Seules la liste des arrivantes est fournie par l'UCI et constitue une source fiable. Les coureuses ayant abandonné proviennent de la source suivante.